# مسجد امام (هرند)
مسجد امام هرند مربوط به دوره قاجار است و در هرند، چهارراه شهید امینی، خیابان امام حسین، بازار هرند واقع شده و این اثر در تاریخ ۲۲ مرداد ۱۳۸۴ با شمارهٔ ثبت ۱۲۹۹۸ به‌عنوان یکی از آثار ملی ایران به ثبت رسیده است.